# 公孙胜
公孙胜为中国古典小说《水浒传》中人物，上应三十六天罡中的天闲星，是个云游四方的紫虚观道士，喜好结交天下豪杰。綽號「入雲龍」，道號「一清」，師從羅真人。
公孙胜是蓟州人氏，身材高大魁梧，相貌堂堂，一对八字眉、一双杏仁眼、一部络腮胡。身穿短袍腳穿麻鞋，兵器為松文古錠劍。其人不仅擅长道法，在枪棒武艺方面亦颇有造诣。

## 經歷
公孙胜聽聞官府命楊志押運送給蔡京的生辰綱，認為是不義之財有意劫之，便去找晁盖共谋夺取生辰纲，后又杀退何涛上梁山。
梁山好汉劫江州法场，救出宋江后，他思念母亲，回乡探母未再返回梁山泊。后来宋江等攻打高唐州时为高廉妖法所败，只得再请公孙胜下山相助，公孙胜以羅真人親授的「五雷天罡正法」大破高廉的妖法並回歸梁山泊。宋江派史进攻打芒砀山，史进首战不利，公孙胜过后赶到，摆下八阵图，破了樊瑞的妖法，收服樊瑞等。108星齊聚後，公孙胜擔任梁山泊掌管机密的军师。
接受朝廷招安後、隨梁山好漢征辽国、討田虎。田虎的军师乔道清以妖法打败梁山好汉，公孙胜道高一尺，破了他的妖法，把他收服，梁山好汉才能顺利消灭田虎。征討王慶時，盧俊義在南豐之戰中大戰金劍先生李助，卻不敵李助的劍術。此時公孫胜隨中軍殺到，以法術使李助手中劍脫手落地，盧俊義方才將李助生擒。
滅王慶後，宋江班師回朝，駐紮在東京城外陳橋驛，公孫胜想起羅真人“遇汴而還”之語，便向宋江辭行返回薊州二仙山，從此未再與梁山為伍，亦未參與征討方臘，從師學道，侍養老母，以終天年。

## 評價
- 余象斗：“公孙胜一见李逵、戴宗，便有思见公明之心，奈师、母之情难抛，故以推之，此实情也。”“观公孙胜二人恳告罗真人，此尊师之礼当如此也。”[1]
- 金圣叹：“公孙胜便是中上人物，备员而已。”“古有诸葛借风，不如公孙借风之更奇也。”[2]
- 王望如：“刘唐、公孙胜，不曰不义之财取之何益，而曰不义之财取之何碍。得无以强官劫民，强盗劫官，其报应果相当耶？”“公孙胜破高廉劫寨之法，妙在一声霹雳，掩袭三百神兵。”[3]
- 陈忱：“公孙胜学道人也，何以首启劫生辰纲之谋，与刘唐一辙？禀于师，禀于母，而后出耶？戴宗、李逵来请破高唐州，必要禀于师禀于母而后出，致惊倒老母，斧劈真人，岂晚年进德耶？”[4]

## 影視
- 1983年山东版《水浒》：张兴亚
- 1988年电影《阮氏三雄》：吴广林
- 1992年香港TVB版《水浒英雄传》：曹济
- 1998年央视版《水浒传》：汪永贵
- 2010年电影《入云龙公孙胜》：庹宗华
- 2011年版《水浒传》：景岗山
- 2013年版《武松》：杨永文